# منطقه حفاظت‌شده شالو و منگشت
منطقهٔ حفاظت‌شدهٔ شالو و مونگشت یک منطقهٔ حفاظت‌شده با مساحت ۱۳۱۰۲ هکتار است که در استان خوزستان در ایران قرار دارد. این منطقهٔ حفاظت‌شده طبق مصوبهٔ شمارهٔ ۶۶۱ در تاریخ ۱۳۷۸/۱۰/۱۵ در فهرست مناطق تحت حفاظت سازمان محیط زیست ایران قرار گرفت. این منطقه در ۱۵ کیلومتری شهرستان باغملک و ۲۵ کیلومتری جنوب شرقی شهرستان ایذه قرار دارد و دسترسی به منطقه تنها از ضلع شرقی و غربی آن امکان‌پذیر می‌باشد.
قسمت عمدهٔ منطقه کوهستانی برف‌گیر و ارتفاع آن بین ۷۸۰ تا ۳۶۱۸ متر از سطح دریاست. متوسط دما و بارندگی سالیانه ۱۴تا ۱۶ درجه سانتیگراد و ۸۰۰تا ۱۰۰۰ میلی‌متر بارش موجب تشکیل اقلیم نیمه‌مرطوب در ارتفاع کمتر ۱۰۰۰متر تا مرطوب معتدل و سرد در ارتفاع بالای ۲۰۰۰ متر در ناحیه شده‌اند. رودخانه پرآب کارون در شرق منطقه جریان دارد.
جلوه‌های زیبای طبیعی، وجود رودخانه کارون در نزدیکی منطقه، وجود بزرگ‌ترین سدهای کشور یعنی سد کارون ۳ و سد کارون ۴ و راه‌های دسترسی مناسب، زمینه فعالیت‌های گردشگری را در منطقه فراهم نموده‌اند. کوهستان منگشت در شهرستان‌های لردگان و ایذه و باغملک، مرکب از کوه‌های شناز، تنوش، ناشلیل، گره اسبید، مهولی، زردحلقه، نشا، گندمکار، سه‌پران، سرچاه، قوچه، بدرنگان، برآفتاب، کله، کلمه و دوزرد قرار دارد. بلندترین قله این کوهستان سه هزار و ششصد و هجده متر ارتفاع دارد که در ۵۵ کیلومتری جنوب شرقی ایذه و در پنجاه و دو کیلومتری گرمان و در سیزده کیلومتری شمال غربی روستای لیراب واقع شده است. جنگل‌ها تا ارتفاع ۲۱۰۰ متری هستند از ارتفاع بالای۲۱۰۰متری دیگر جنگلی دیده نمی‌شود و به مراتع ییلاقی و سرد و در ارتفاع بالای ۳۰۰۰متر به منطقه بسیار سرد و در بالای ۳۵۰۰متر ارتفاع به منطقه نیمه آلپی می‌رسد.
رودخانه‌های بلواس (ابوالعباس),تنگ کُرد، هلایجان، آب زردک، صیدون از دامنه‌های غربی، لیراب و سمه از دامنه جنوبی، خرسان و کارون از دامنه‌های شرقی این کوهستان سرچشمه می‌گیرند. بخش عظیمی از این کوهستان را جنگل‌های نسبتاً انبوه پوشانیده و در انتهای آن دریاچه‌ای به نام «بوندان» یا بندان ایجاد شده است. منطقه با پوشش جنگلی بسیار خوب و زیبا از غنای زیستی جانوری و گیاهی خوبی برخوردار است و همچنین آبشار توف اسپید و آبشار شیوند از زیباترین آبشارهای استان خوزستان در این منطقه واقع شده است.

## پوشش گیاهی
بلوط ایرانی گونه درختی شاخص و غالب منطقه به‌شمار می‌رود. علاوه بر آن گونه‌های بنه، کلخنگ، انجیر و کیکم در منطقه می‌رویند. در مجموع ۲۳۰ گونه گیاهی در منطقه موجود است به‌طوری‌که می‌توان از منطقه به عنوان یک باغ گیاهشناسی طبیعی دانست که عمده پوشش گیاهی منطقه را درختان بلوط تشکیل می‌دهند همچنین باغهای انار، انگور، انجیر، گردو و… در منطقه توسط باغداران روستائی ایجاد گشته‌اند دارای قدمتی دیرینه می‌باشند.

## پوشش جانوری
گونه‌های مهم جانوری منطقه عبارتند از: پلنگ، خرس قهوه‌ای، سنجاب ایرانی، کبک، تیهو، کمرکولی، سنگ‌چشم و دارکوب.
گونه‌های پرندگان درخت زی بیشتر در فصول بهار در سطح منطقه مشاهده می‌شوند و از پستانداران نیز شغال و روباه به وفور در منطقه وجود دارد وگونه‌های نظیر پلنگ و خرس قهوه‌ای بسیار کم در منطقه مشاهده می‌گردد.

## راه دسترسی
با توجه به وجود دریاچه سد کارون ۳ که در ضلع شرقی منطقه قرار دارد، دسترسی یه این منطقه از دو راه زمینی و آبی امکان‌پذیر است که راه زمینی از راه‌های روستائی درجه ۲ می‌باشد و راه آبی نیز از دو نقطه شمالی شرق و جنوبی شرق به کمک شناورهای مخصوص که توسط مدیریت سد در اختیار همگان قرار می‌گیرد، امکان ورود رایگان به منطقه را فراهم کرده است.
در رابطه با راه‌های دسترسی جهت مشاهده حیات وحش و طبیعت بکر موارد ذیل را می‌توان انتخاب نمود:
مسیر دهدز – سادات حسینی با استفاده از خودرو بارج (شناور) و استفاده از جاده شنی تا روستای شیوند.
استفاده از بارج (شناور) از سد کارون ۳ تا روستای شیوند.
راه در دست احداث سد کارون ۳ به پاجول – شالو – گویله-جنگی-جوکار-سَرِواج-ده مورد-شیب زیتون-و در نهایت روستای عزیز احمد (سرپیر).